# Kunstjahr 1914
Liste der Kunstjahre

1910 | 1911 | 1912 | 1913 | Kunstjahr 1914 | 1915 | 1916 | 1917 | 1918 | ► | ►►

Weitere Ereignisse
Dieser Artikel behandelt das Kunstjahr 1914.

Paul Klee: Motiv aus Hammamet, 1914, Aquarell

## Ereignisse

### Architektur

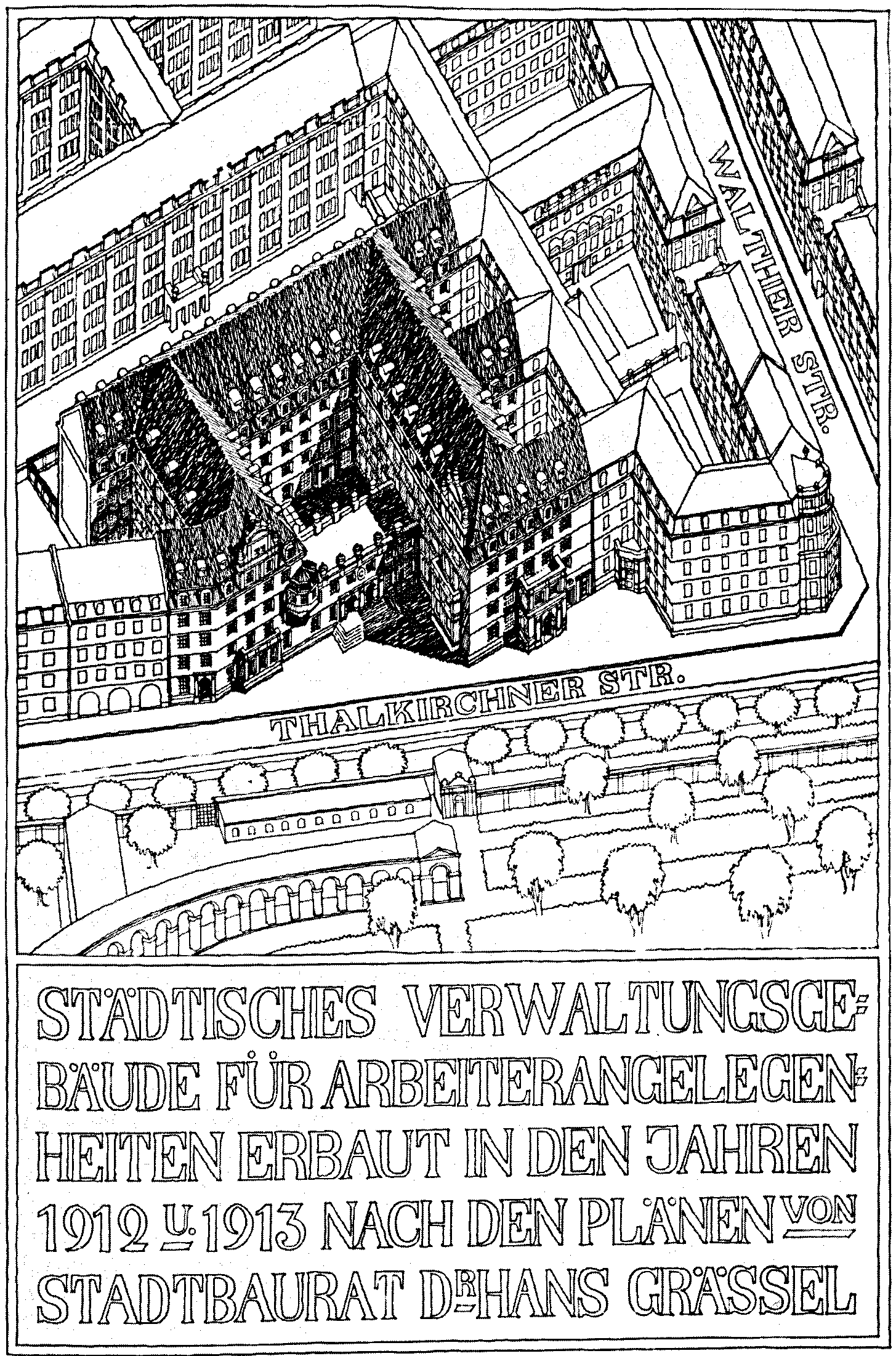
Isometrische Darstellung des Gebäudes, 1913

- 14. April: Das nach Plänen von Hans Grässel im Stil des Neobarock  mit Elementen aus dem konservativen Flügel der Reformarchitektur in der Isarvorstadt in München errichtete Verwaltungsgebäude für Arbeiterangelegenheiten wird nach rund zweijähriger Bauzeit fertiggestellt.
- 20. September: Die weltberühmte gotische Kathedrale von Reims wird durch deutsche Artillerie schwer beschädigt.

### Malerei und Bildhauerei
- 13. April Die von Edmund von Hellmer erschaffene Heinrich-von-Mattoni-Statue aus Bronze wird in  Kyselka enthüllt.

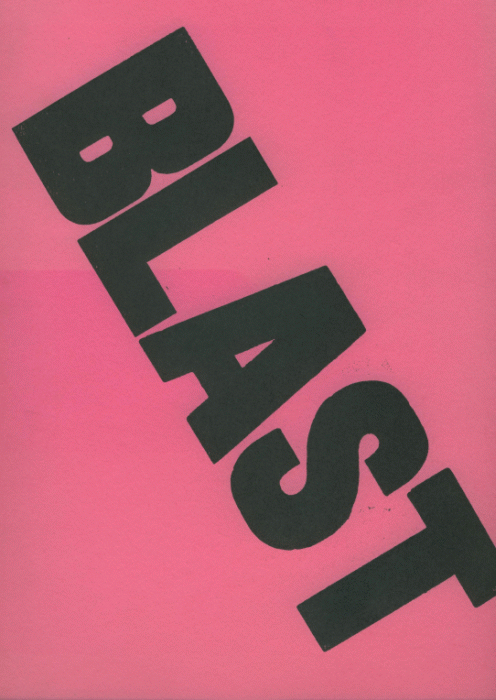
Titelseite der ersten Ausgabe

- Juni: Die erste Ausgabe von Blast, der Zeitschrift der englischen Vortizisten erscheint. Herausgeber ist Wyndham Lewis, der auch viele Beiträge selbst schreibt. Wichtige Autoren sind Ezra Pound, Rebecca West und Ford Madox Ford. Das Heft erscheint im großen Folio-Format. Die zahlreichen Illustrationen stammen unter anderem von Wyndham Lewis, Jacob Epstein und Henri Gaudier-Brzeska.
- Der Brite Christopher Nevinson meldet sich nach Ausbruch des Krieges als Freiwilliger beim Roten Kreuz, um den Dienst mit der Waffe zu entgehen. 1914 wird er nach Frankreich geschickt, wo er als Fahrer und Sanitäter arbeitet. Auf Basis seiner Erfahrungen beginnt er mit der Malerei. Eines seiner ersten Werke ist A Dawn.

### Museen und Ausstellungen
- März: In Japan findet eine Ausstellung des Sōsaku-hanga, einer Form des Holzschnittes, statt, die sich – mit Bezug auf Herwarth Walden – an der Zeitschrift Der Sturm orientiert.

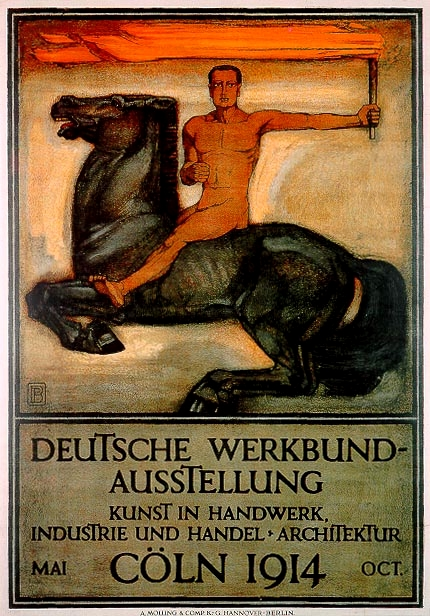
Plakat für die Ausstellung des Deutschen Werkbundes, Entwurf von Peter Behrens

- 15. Mai: Die Kölner Werkbundausstellung, die erste Leistungsschau des von Künstlern, Architekten und Industriellen gegründeten Deutschen Werkbundes, wird durch Henry van de Velde eröffnet. Unter anderem stellen hier Künstler wie Walter Gropius, Peter Behrens, Hermann Muthesius, Bruno Taut, Bruno Paul, Theodor Fischer und Ludwig Paffendorf insgesamt 50 exemplarische Gebäude aus, die der breiten Öffentlichkeit einen Einblick in die zeitgenössische moderne Formgebung geben sollen. Zu den Zielen der Werkbundmitglieder gehört nicht nur, „Bauwerke und Gebrauchsgüter“ von Qualität zu gestalten, sondern auch die dazugehörige Reform der Arbeits- und Lebensbedingungen, vorzugsweise der Arbeiter. Wegen des Ausbruchs des Weltkriegs wird die von Konrad Adenauer initiierte Ausstellung, die ursprünglich bis Ende Oktober dauern sollte, am 8. August vorzeitig geschlossen.

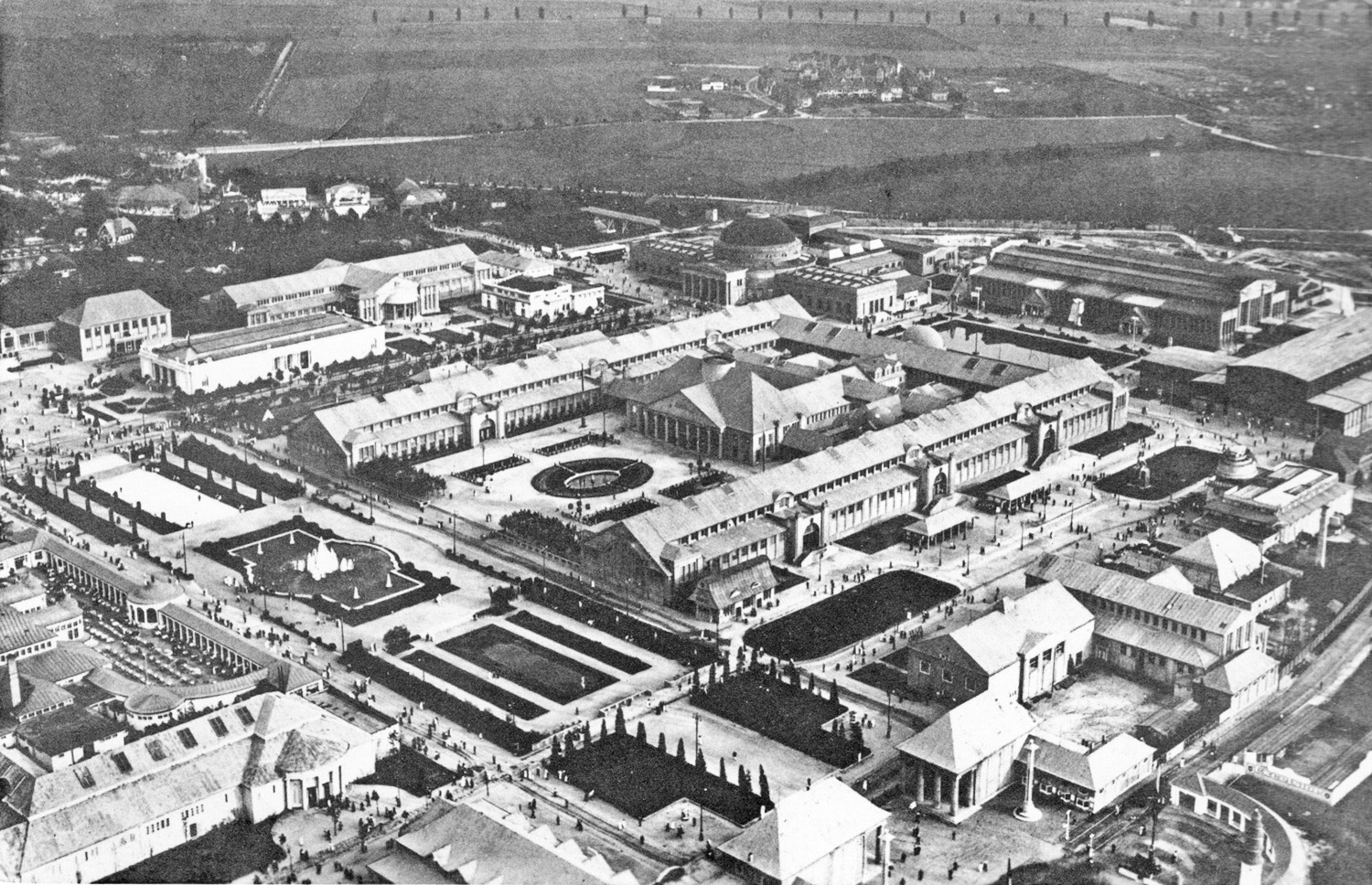
Das Ausstellungsgelände der Bugra 1914

- Mai bis Oktober: In Leipzig findet die Internationale Ausstellung für Buchgewerbe und Graphik (Bugra) statt. Die Ausstellung wird vom Deutschen Buchgewerbeverein durchgeführt. Initiator der Ausstellung ist Max Seliger, Direktor der Königlichen Akademie für graphische Künste und Buchgewerbe zu Leipzig aus Anlass des 150-jährige Bestehens der von ihm geleiteten Einrichtung. Zum Präsidenten der Ausstellung wird Ludwig Volkmann gewählt, der Vorsitzende des Buchgewerbevereins.

- Die Freie Secession spaltet sich nach der stillschweigenden Auflösung der Neuen Secession unter der Führung von Max Liebermann von der Berliner Secession ab. Die rund 50 Personen zählende Künstlergruppe hat noch im gleichen Jahr ihre erste Ausstellung.
- Das Baltimore Museum of Art wird gegründet.
- Das Museo de Bellas Artes de Bilbao wird gegründet.

### Sonstiges

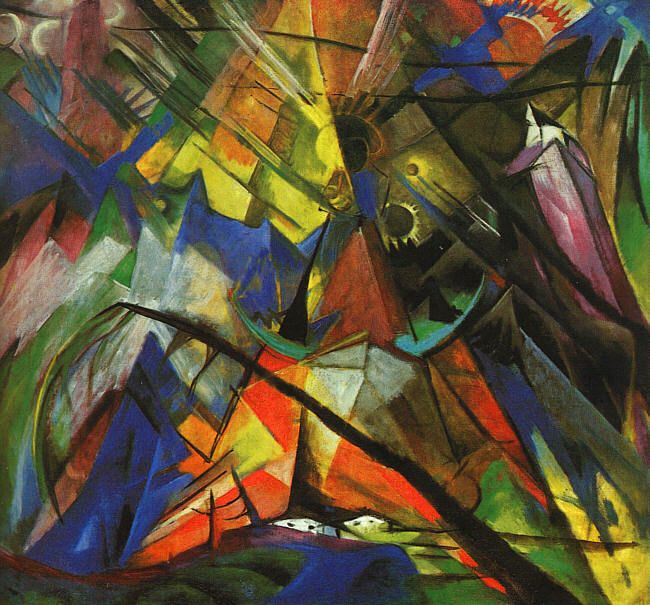
Franz Marc: Tirol, 1914

- 10. März: Die Suffragette Mary Richardson verübt ein Attentat auf das in der Londoner National Gallery ausgestellte Gemälde Venus vor dem Spiegel von Diego Velázquez. Das Kunstwerk kann restauriert werden.

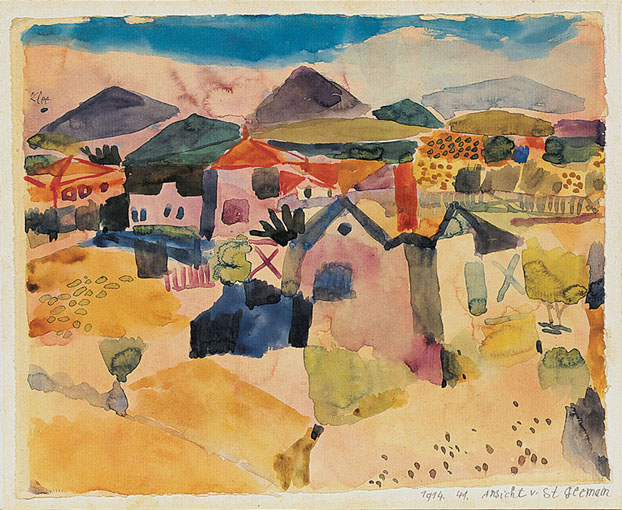
Klee: Vue de Saint-Germain, Aquarell auf Papier

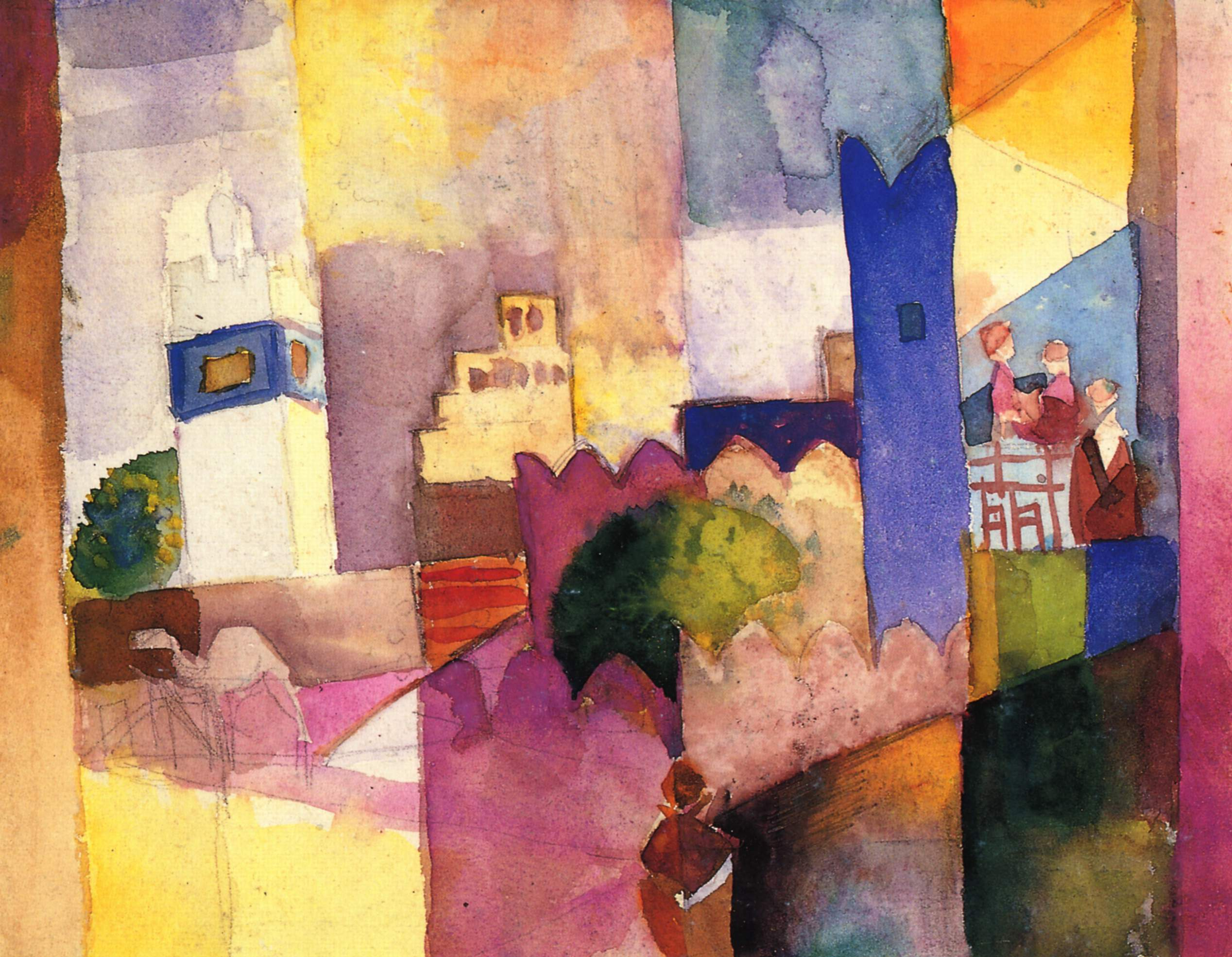
Macke: Kairouan (III), Aquarell

Klee: Ansicht v. Kairuan, Aquarell und Bleistift auf Papier auf Karton

- April: Paul Klee bricht mit Louis Moilliet und August Macke zu einer dreiwöchigen Tunisreise auf, die sie von Bern über Lyon und Marseille nach Tunesien führt. Sie besuchen Saint-Germain (später Ezzahra), Sidi Bou Saïd, Karthago, Hammamet, Kairouan, danach kehren sie über Palermo, Neapel, Rom, Mailand und Bern nach München zurück. Vor allem Klee und Macke inspiriert die Reise zu zahlreichen Werken.
- 22. August: In Wien wird die von Franz Matsch konzipierte Ankeruhr an einer Verbindungsbrücke zweier Gebäude errichtet. Sie zählt als herausragendes Werk des Jugendstils.

## Geboren

### Erstes Halbjahr
- 06. Januar: Heinz Berggruen, deutscher Kunsthändler († 2007)
- 08. Januar: Ernst Oldenburg, deutscher Maler († 1992)
- 13. Januar: Joseph Gillain, belgischer Comic-Zeichner und Autor († 1980)
- 14. Januar: Emmy Andriesse, niederländische Fotografin († 1953)
- 20. Januar: Gerald Holtom, britischer Bildender Künstler und Designer († 1985)
- 25. Januar: James Flora, US-amerikanischer Gebrauchsgrafiker und bildender Künstler sowie Autor von Kinderbüchern († 1998)
- 31. Januar: André Ramseyer, Schweizer Bildhauer († 2007)

- 06. Februar: Karlgeorg Hoefer, deutscher Typograph und Kalligraph († 2000)
- 22. Februar: Karl Otto Götz, deutscher Maler der informellen Kunst
- 24. Februar: Ralph Erskine, britisch-schwedischer Architekt († 2005)
- 24. Februar: David Langdon, englischer Karikaturist und Illustrator († 2011)

- 03. März: Asger Jorn, dänischer Maler († 1973)
- 15. März: Gil Elvgren, US-amerikanischer Pin-Up und Werbe-Zeichner († 1980)

- 11. April: Sidney Geist, US-amerikanischer Maler, Bildhauer, Autor und Kunstprofessor († 2005)

- 05. Mai: Eugen Kramár, slowakischer Architekt († 1996)
- 09. Mai: Josef Müller-Brockmann, Grafikdesigner, Typograph, Autor und Lehrer († 1996)
- 18. Mai: Pierre Balmain, französischer Modeschöpfer († 1982)
- 24. Mai: Jules Perahim, rumänischer Maler des Surrealismus und des sozialistischen Realismus († 2008)

- 07. Juni: Alberto Camenzind, Schweizer Architekt und Professor an der ETH Zürich († 2004)
- 10. Juni: Henryk Tomaszewski, polnischer Plakatmaler († 2005)
- 15. Juni: Saul Steinberg, rumänisch-US-amerikanischer Zeichner und Karikaturist († 1999)

### Zweites Halbjahr
- 06. August: Benedict Nicolson, englischer Kunsthistoriker und Redakteur († 1978)
- 08. August: Sarla Thakral, indische Luftpostpilotin und Künstlerin († 2008)
- 09. August: Tove Jansson, finnische Schriftstellerin und bildende Künstlerin († 2001)
- 09. August: Maria Keil, portugiesische Malerin († 2012)
- 28. August: Gerda Johanna Werner, deutsche Malerin, Modell für das 50-Pfennig-Stück († 2004)

- 10. September: Ernst Ohst, deutscher Maler, Grafiker und Karikaturist († 2000)
- 24. September: Jiří Kolář, tschechischer Dichter und bildender Künstler († 2002)

- 02. Oktober: Franz Hubmann, österreichischer Fotograf und Fotojournalist († 2007)
- 12. Oktober: Thomas Windisch, deutscher Komponist, Architekt, Maler, Lyriker und Pianist († 2005)
- 14. Oktober: József Ács, jugoslawischer Maler, Kunstpädagoge und Kunstkritiker († 1990)

- 20. November: Emilio Pucci, italienischer Modedesigner († 1992)
- 26. November: Lou Fine, US-amerikanischer Comiczeichner und Illustrator († 1971)
- 26. November: Cuno Fischer, deutscher Maler, Bühnenbildner und Designer († 1973)

- 04. Dezember: Rudolf Hausner, österreichischer Maler und Graphiker († 1995)
- 13. Dezember: Paul Michaelis, deutscher Maler († 2005)
- 24. Dezember: Elke Wulk-Voltmer, deutsche Porträtmalerin († 2006)

### Genaues Geburtsdatum unbekannt
- Efraim Reuytenberg, israelischer Maler († 2005)

## Gestorben
- 13. Januar: Alfred Lichtwark, deutscher Kunsthistoriker, Museumsleiter und Kunstpädagoge (* 1852)
- 6. März: George Washington Vanderbilt II, US-amerikanischer Kunstsammler (* 1862)
- 26. März: Max Hagen, deutscher Landschaftsmaler, Zeichner und Karikaturist (* 1859)
- 31. März: Hubert von Herkomer, englischer Maler, Bildhauer, Musiker und Schriftsteller (* 1849)

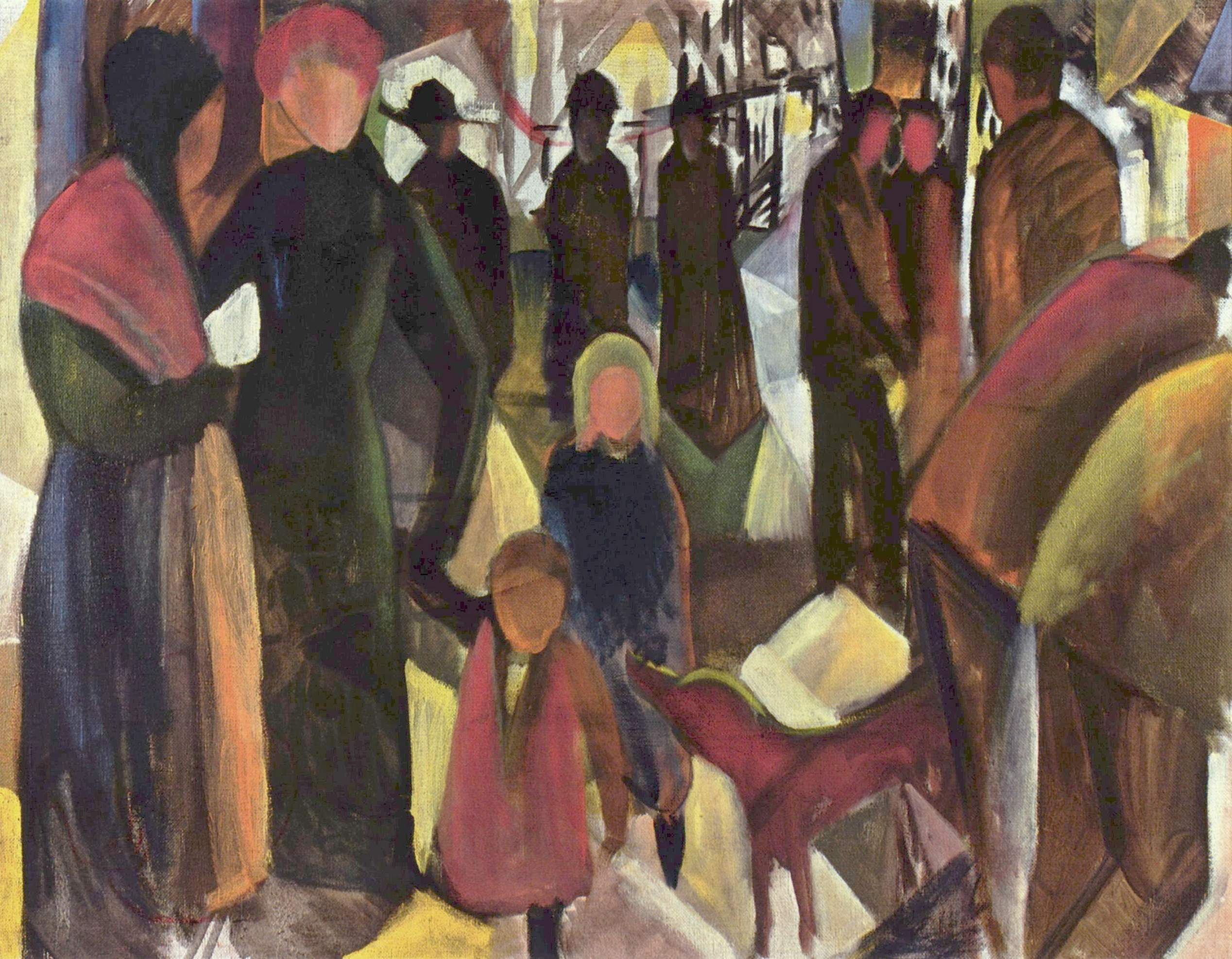
August Macke, Abschied (1914)

- 26. September: August Macke, deutscher Maler des Expressionismus (* 1887)
- 9. Oktober: Hans Erlwein, deutscher Architekt und Baumeister (* 1872)
- 10. Oktober: Johan Jacob Ahrenberg, finnlandschwedischer Architekt und Schriftsteller (* 1847)

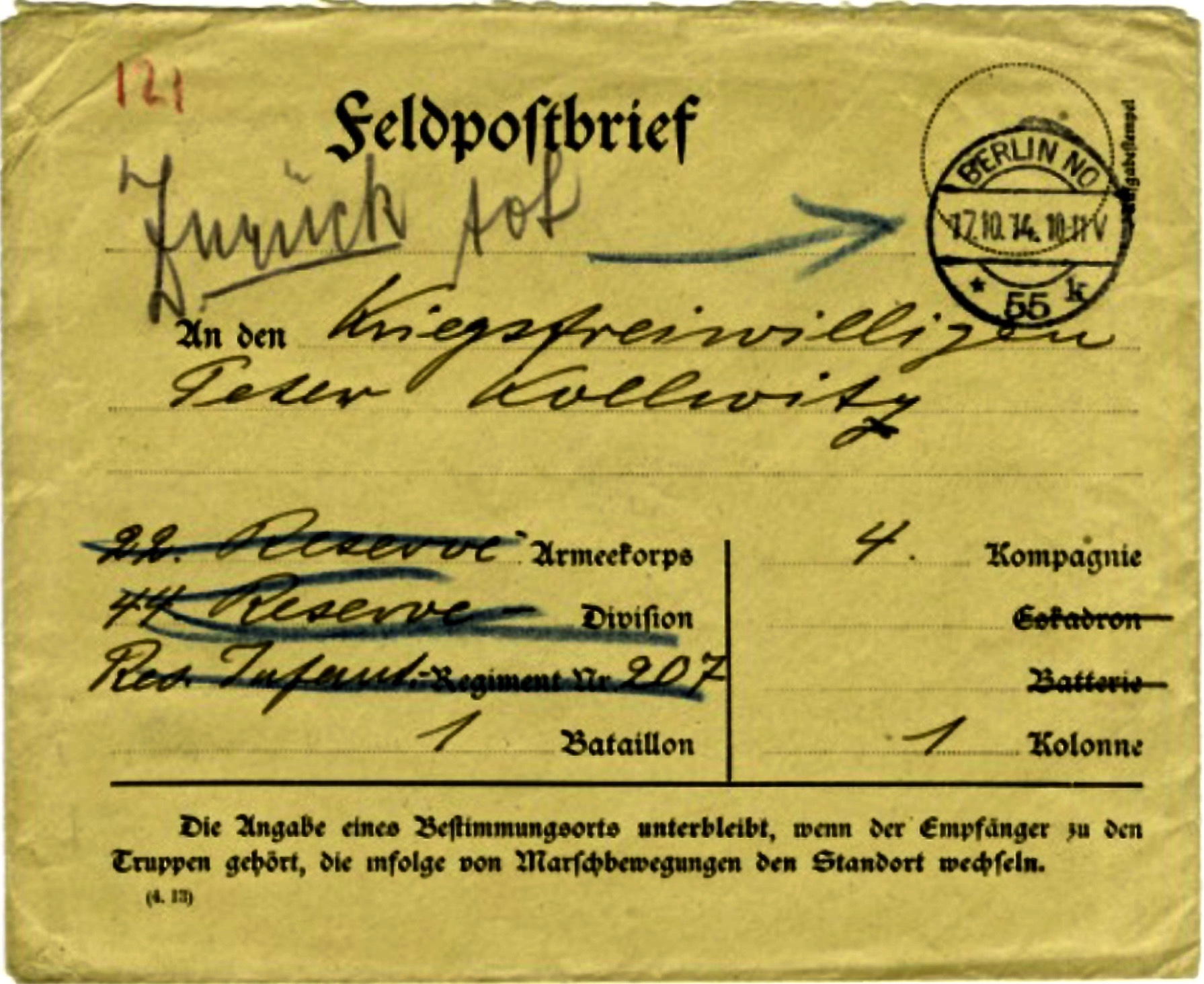
Feldpostbrief für Peter Kollwitz mit Retourenvermerk: „Zurück – tot“

- 23. Oktober: Peter Kollwitz, deutscher Maler (* 1896)
- 20. November: Vinnie Ream, US-amerikanische Bildhauerin, (* 1847)